# Тучково
Тучково (на руски: Тучково) е село в Селивановски район на Владимирска област в Русия. Влиза в състава на Волосатовската селска община.

## География
Селото е разположено на брега на река Колп (басейна на Ока), на 15 км южно от центъра на общината, селището Новий Бит и на 8 км западно от районния център, работническото селище Красная Горбатка.

## История
Църква в Тучково съществува още през 17 век, като тя е център на обширна енория. До 1874 г. църквата е дървена. Нова каменна църква, в чест на владимирската икона на Божията майка в Тучково, построява със свои собствени средства местния жител Платон Герасимов. Работите продължават до 1881 г. Тогава Герасимов урежда училище за селските деца към църквата, за което издига отделна постройка.
В края на 19 – началото на 20 век селото е център на Тучковска волост на Судогодския уезд.
От 1929 до 2005 г. селото е включено в състава на Копнинския селски съвет на Селивановски район.

## Население
| 1905 | 1859 | 1926 | 2010 |
| ---- | ---- | ---- | ---- |
| 323  | 291  | 459  | 15   |

## Забележителности
В селото се намира действащата църква „Владимирска икона на Божията майка“ (1874 г.).